# بانک اس‌وای‌زد
بانک اس‌وای‌زد (انگلیسی: Banque SYZ) شرکت خدمات مالی و بانکداری سوئیسی است، که در سال ۱۹۹۶  توسط اریک سیز، آلفردو پیاسنتینی و پائولو لوبان تاسیس شد.
در ژوئن ۲۰۱۴،  اریک سیز کنترل تقریباً تمام سهام شرکت هلدینگ گروه را در دست گرفت. این گروه به مدیریت ثروت از طریق  بانکداری خصوصی و مدیریت دارایی  می پردازد.
این گروه در ژنو، زوریخ، لوگانو، لوکارنو و در سطح بین المللی در استانبول و ژوهانسبورگ دفاتر دارد. در سال ۲۰۲۲، دارایی های تحت مدیریت این گروه بالغ بر ۲۳.۱ میلیارد فرانک سوئیس بود.